# Дрожжин, Евгений Алексеевич
Евгений Алексеевич Дрожжин (9 октября 1960, Люберцы, Московская область, РСФСР, СССР) — советский футболист, полузащитник.

## Карьера
В 12 лет пришёл в «Локомотив». Во время прохождения срочной службы в армии играл за ЦСКА и «Звезду», после демобилизации возвратился в «Локомотив».
Завершил карьеру в мае 1987 года, когда в игре против волгоградского «Ротора» после грубого подката защитника Руслана Ахметшина получил тройной осколочный перелом с повреждением вены. Дрожжину сделали 12 операций, ему грозила ампутация ноги и заражение крови. Также он успел переболеть желтухой. По словам спортивных врачей московского «Динамо» Савелия Мышалова и московского «Спартака» Юрия Василькова, это была одна из наиболее страшных травм в истории советского и российского футбола.

## Достижения
- Чемпион первой лиги СССР (1987)